# Methven Castle
Methven Castle är ett slott i Perth and Kinross i Skottland.
Methven Castle ligger 86 meter över havet. Runt Methven Castle är det ganska glesbefolkat, med 29 invånare per kvadratkilometer. Närmaste större samhälle är Perth, 8 km öster om Methven Castle. Trakten runt Methven Castle består till största delen av jordbruksmark.